# UN Watch
A UN Watch é uma organização não-governamental com sede em Genebra, cuja missão declarada é "monitorar o desempenho das Nações Unidas pelo critério de sua própria Carta". É uma ONG credenciada em Status Consultivo Especial para o Conselho Econômico e Social da ONU e uma ONG associada ao Departamento de Informação Pública da ONU. 
A UN Watch tem sido ativa no combate aos abusos dos direitos humanos na República Democrática do Congo e em Darfur, e tem se manifestado contra os abusos em regimes como China, Cuba, Rússia e Venezuela, muitas vezes usando seu tempo alocado no Conselho de Direitos Humanos da ONU para permitir que dissidentes e ativistas de direitos humanos possam falar. A UN Watch é frequentemente crítica do que vê como sentimento anti-Israel e anti-semita nos eventos da ONU e patrocinados pela ONU. 
O grupo foi elogiado pelo ex- secretário-geral da ONU, Kofi Annan,  e pelo diretor-geral do Escritório da ONU em Genebra, Sergei Ordzhonikidze, que reconheceu "o valioso trabalho da UN Watch em apoio à aplicação justa de valores e princípios da Carta das Nações Unidas e apoio aos direitos humanos para todos."  A Agência France-Presse descreveu a UN Watch como "um grupo de lobby com fortes laços com Israel"  e como um grupo que "defende os direitos humanos em todo o mundo".

## Fundação
A UN Watch foi fundada em 1993 sob a presidência de Morris B. Abram. Abram atuou como presidente do United Negro College Fund e presidente da Brandeis University. Abram foi ativo em assuntos comunitários como Presidente do Comitê Judaico Americano (1963–1968); Presidente da Coalizão Nacional de Apoio aos Judeus Soviéticos (1983–1988); e Presidente da Conferência dos Presidentes das Principais Organizações Judaicas Americanas (1986–1989). 
Após a morte de Abram em 2000, David A. Harris, Diretor Executivo do Comitê Judaico Americano, foi eleito Presidente da UN Watch. 
Desde 2013, a UN Watch afirma que não é mais afiliada ao Comitê Judaico Americano e é uma organização independente. 

## Estrutura e status
UN Watch participa na ONU como uma ONG credenciada em Status Consultivo Especial para o Conselho Econômico e Social da ONU (ECOSOC) e como uma ONG associada ao Departamento de Informação Pública da ONU (DPI). Foi afiliada ao Comitê Judaico Americano,   uma ONG criada em 1906, que foi uma pioneira defensora da inclusão de garantias internacionais de direitos humanos na Carta da ONU e a criação do cargo de Alto Comissário de Direitos Humanos. 